# Paweł Tarnowski

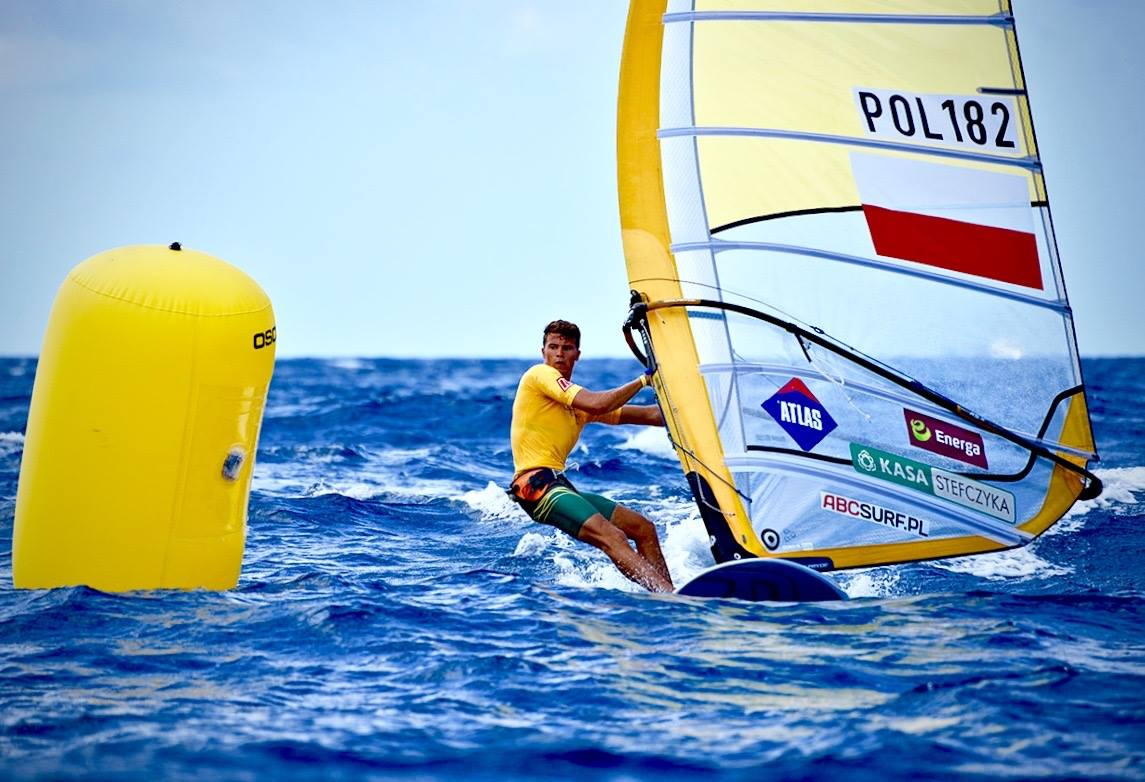
Tarnowski durante a competição em Mondello, Sicília, em 2015. Foto por P. Paterek.

Paweł Tarnowski (Gdynia, Polónia, 3 de abril de 1994) é um velejador polonês. 
Paweł Tarnowski treinou natação e windurfing desde 2004. Ele ganhou algumas medalhas no classe RS:X como júnior. 

Ele, às vezes, aparece como modelo, (campanha publicitária Empresa "Atlas" , capa do álbum "Superheroes: Chapter One - Courage" banda Orchestral Synthphonia ).

## Medalhas e troféus desportivos[3]

### Campeonato do Mundo
- 1º lugar no Campeonato do Mundo na classe de barco RS:X (RS:X Youth World Championships), Sardenha, Italie em 2011[4][5][6][7].
- 1º lugar no Campeonato do Mundo na classe de barco RS:X (RS:X Youth World Championships), na  Pescadores, Taiwan em 2012[7].
- 1 º lugar no Campeonato do Mundo na classe de barco RS:X, na categoria de idade U-21 (RS:X World Championships) em Armação dos Búzios, Brasil em 2013[8].
- 2º lugar no Campeonato do Mundo na classe de barco RS:X, na categoria de idade U-21 (ISAF Sailing World Championships) em Santander, Espanha em 2014.

### Copa do Mundo
- 2º lugar no Campeonato do Mundo na classe de barco RS:X (ISAF Sailing World Cup Hyeres) em Hyères, France em 2014[9][10].
- 2º lugar no Campeonato do Mundo na classe de barco RS:X (ISAF Sailing World Cup Hyeres) em Hyères, France em 2016[11][12].
- 1º lugar no Campeonato do Mundo na classe de barco RS:X (ISAF Sailing World Cup Hyeres) em Gamagori, Japão em 2017[13].

### Campeonato da Europa
- 3º lugar no Campeonato da Europa na classe de barco RS:X (Techno 293 Class.) (2008 RS:X European Championship) em Cadix, Espanha em 2007.
- 1º lugar no Campeonato da Europa na classe de barco RS:X, na categoria de idade U-17 (2010 European Championship) em Burgas, Bulgária em 2010[14][15][16].
- 1º lugar no Campeonato da Europa na classe de barco RS:X, na categoria de idade U-17 (2010 European Championship) em Sopot, Polónia, em 2010[17].
- 3º lugar no Campeonato da Europa na classe de barco RS:X, na categoria de idade U-21 (2012 European Championship) na Madeira, Portugal em 2012[18].
- 1º lugar no Campeonato da Europa na classe de barco RS:X (RS:X European Championship) em Tallinn, Estónia em 2012[19][7][20],
- 2º lugar no Campeonato da Europa na classe de barco RS:X, na categoria de idade U-21 (RS:X European Championship) em Brest, France em 2013[21][22].
- 1º lugar no Campeonato da Europa na classe de barco RS:X, na categoria de idade U-21 (2014 RS:X EUROPEAN WINDSURFING CHAMPIONSHIPS & OPEN TROPHY) em Çeşme, Turquia em 2014[23][24][25][26].
- 1º lugar no Campeonato da Europa na classe de barco RS:X (2015 RS:X European Championship) em Mondello, Sicília em 2015[27][28][29].
- 3º lugar no Campeonato da Europa na classe de barco RS:X (2016 RS:X European Windsurfing Championships & Open Trophy) em Helsinki, Finlândia em 2016 [30]
- 1º lugar no Campeonato da Europa na classe de barco iQFOiL (2024 iQFOiL European Championship) em Cagliari, Sardenha em 2024 [31][32]

### Delta Lloyd Regatta (Copa da Europa)
- 1º lugar na Delta Lloyd Regatta 2015 [33] [34] [35] [36].

### Troféu Princesa Sofia
- 2º lugar na 47 Troféu Princesa Sofia 2016 em Palma de Mallorca [37][38][39]
- 1º lugar na 48 Troféu Princesa Sofia 2017 em Palma de Mallorca [40]
- 1º lugar na 49 Troféu Princesa Sofia 2018 em Palma de Mallorca [41]
- 1º lugar na 53 Troféu Princesa Sofia 2024 em Palma de Mallorca [42][43]

### Andalusian Olympic Week Bay of Cadiz
- 2º lugar na XIII Andalusian Olympic Week Bay of Cadiz 2018 em Cádis [44]
- 3º lugar na XIV Andalusian Olympic Week Bay of Cadiz 2019 em Cádis [45]

### iQFoil International Games na Terceira, Açores
- 2º lugar na 2022 iQFoil International Games na Terceira, Açores [46]

### Lanzarote iQFOIL International Games
- 1º lugar na 2023 Lanzarote iQFOIL International Games 2023 na Lanzarote [47]
- 2º lugar na 2024 Lanzarote iQFOIL International Games 2024 na Lanzarote [48]